# Catherine McKenna
Pour les articles homonymes, voir McKenna.
Catherine Mary McKenna, née le 5 août 1971 à Hamilton (Ontario), est une avocate et femme politique canadienne. 
De 2015 à 2021, elle est députée fédérale d'Ottawa-Centre. Elle occupe également le poste de ministre de l'Infrastructure et des Collectivités de 2019 à 2021.

## Biographie

### Études et carrière juridique
Catherine McKenna naît et grandit à Hamilton, en Ontario. Elle fait ses études primaires en français et ses études secondaires en anglais. Elle obtient ensuite un baccalauréat en français et en relations internationales de l'université de Toronto. Elle part ensuite au Royaume-Uni où elle étudie pour une maîtrise en relations internationales à la London School of Economics. De retour au Canada, elle étudie également le droit à l'université McGill. Elle est par la suite admise aux barreaux de l'Ontario et de New York.
Elle pratique le droit à Ottawa ainsi qu'à Jakarta, en Indonésie. Parmi ses mandats juridiques les plus importants, on retrouve sa participation comme avocate principale dans le cadre de l'examen du système de justice militaire et son travail dans la négociation d'un traité à titre de conseillère juridique auprès de la Mission de maintien de la paix des Nations unies au Timor-Oriental. Elle cofonde l'organisme Avocats canadiens à l’étranger et en devient la directrice exécutive.

### Carrière politique

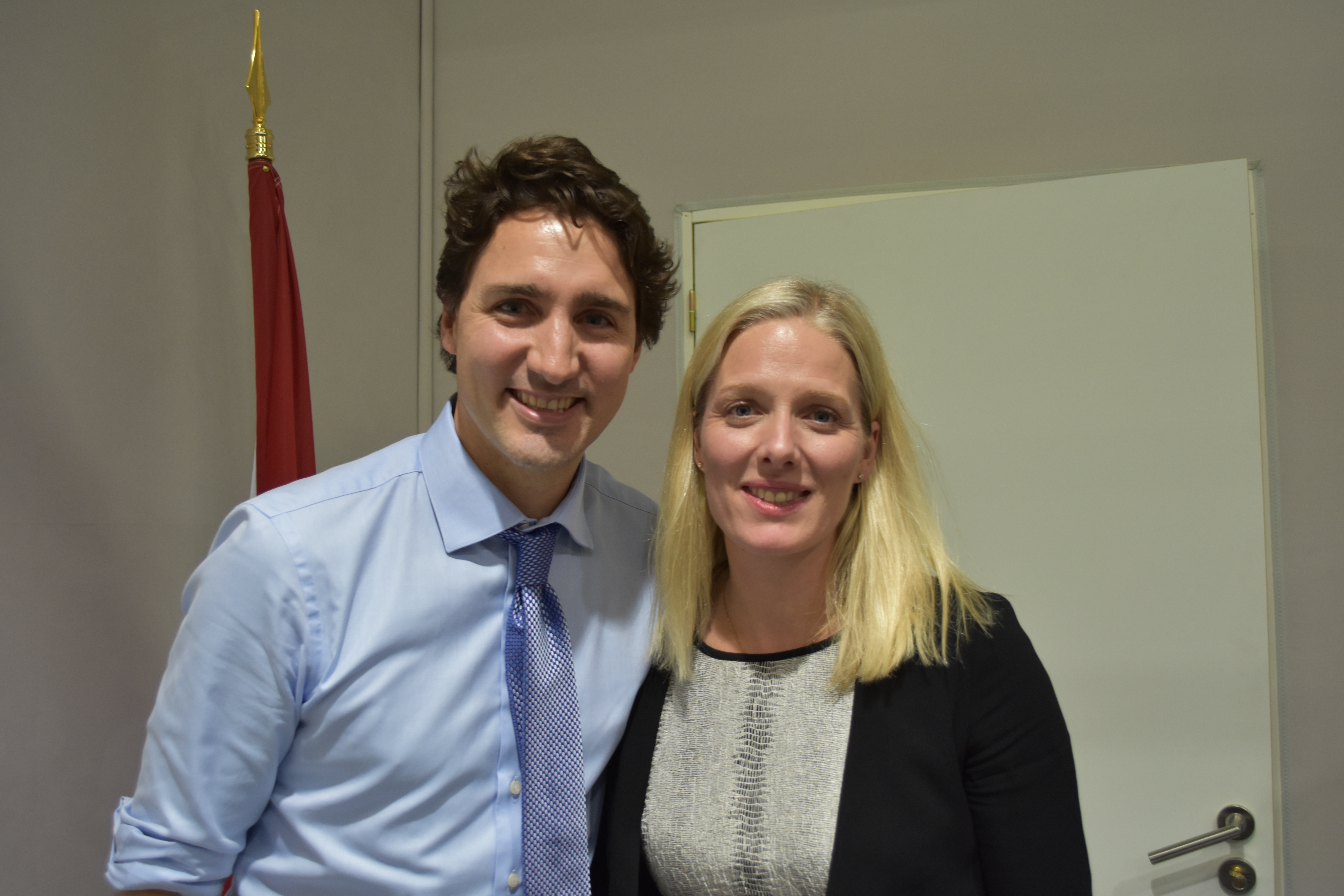
McKenna avec Trudeau, à la COP 21.

Lors de l'élection fédérale canadienne de 2015, elle se présente sous la bannière du Parti libéral du Canada dans la circonscription d'Ottawa-Centre, où elle réussit à battre le néo-démocrate sortant Paul Dewar. Le 4 novembre 2015, elle devient la 22e ministre à prendre la direction de l'agence Environnement et Changement climatique Canada, dans le 29e conseil des ministres présidé par Justin Trudeau. Après les élections de 2019, elle devient ministre de l'Infrastructure et des Collectivités. En juin 2021, elle annonce sa décision de ne pas se représenter.

### Vie privée
Elle est mariée à Scott Gilmore, entrepreneur social et fondateur de Peace Dividend Trust. Elle a deux filles et un garçon. Anciennement capitaine de l’équipe de natation de l'Université de Toronto, elle continue toujours à s'entraîner et à concourir.